# Рула
Рула (нем. Ruhla) — город в Германии, в земле Тюрингия. Он расположен на высоте 440—530 метров на северной стороне Тюрингенского леса на Ренштайге.
Входит в состав района Вартбург. Население составляет 6485 человека (на 31.12.2007). Занимает площадь 38,51 км². Официальный код — 16 0 63 066.
Город подразделяется на 3 городских района.
В 19 и 20-м веках производство часов играло большое значение для города. Теперь главную роль играет туризм.

## Фотографии

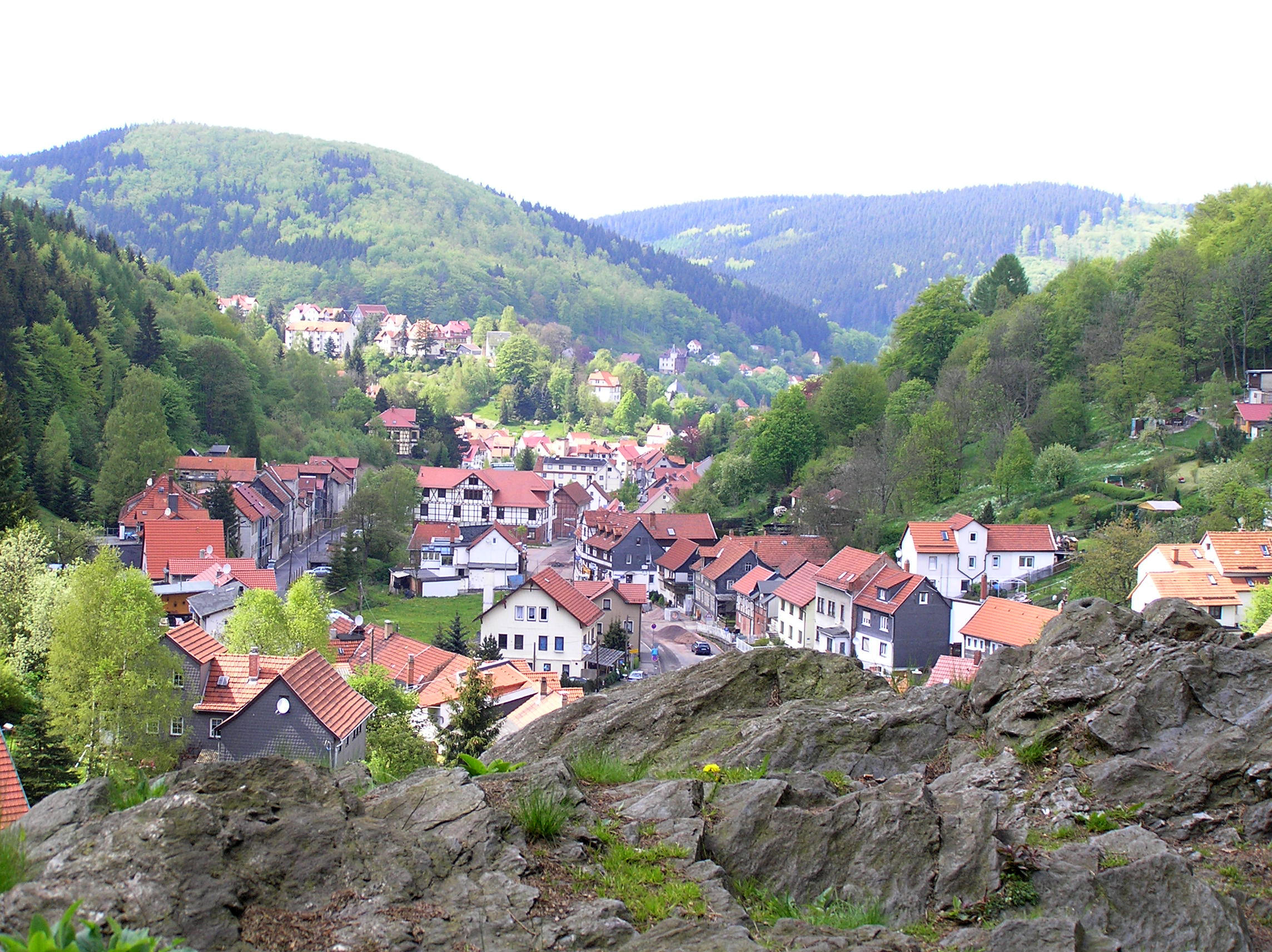
Вид на город
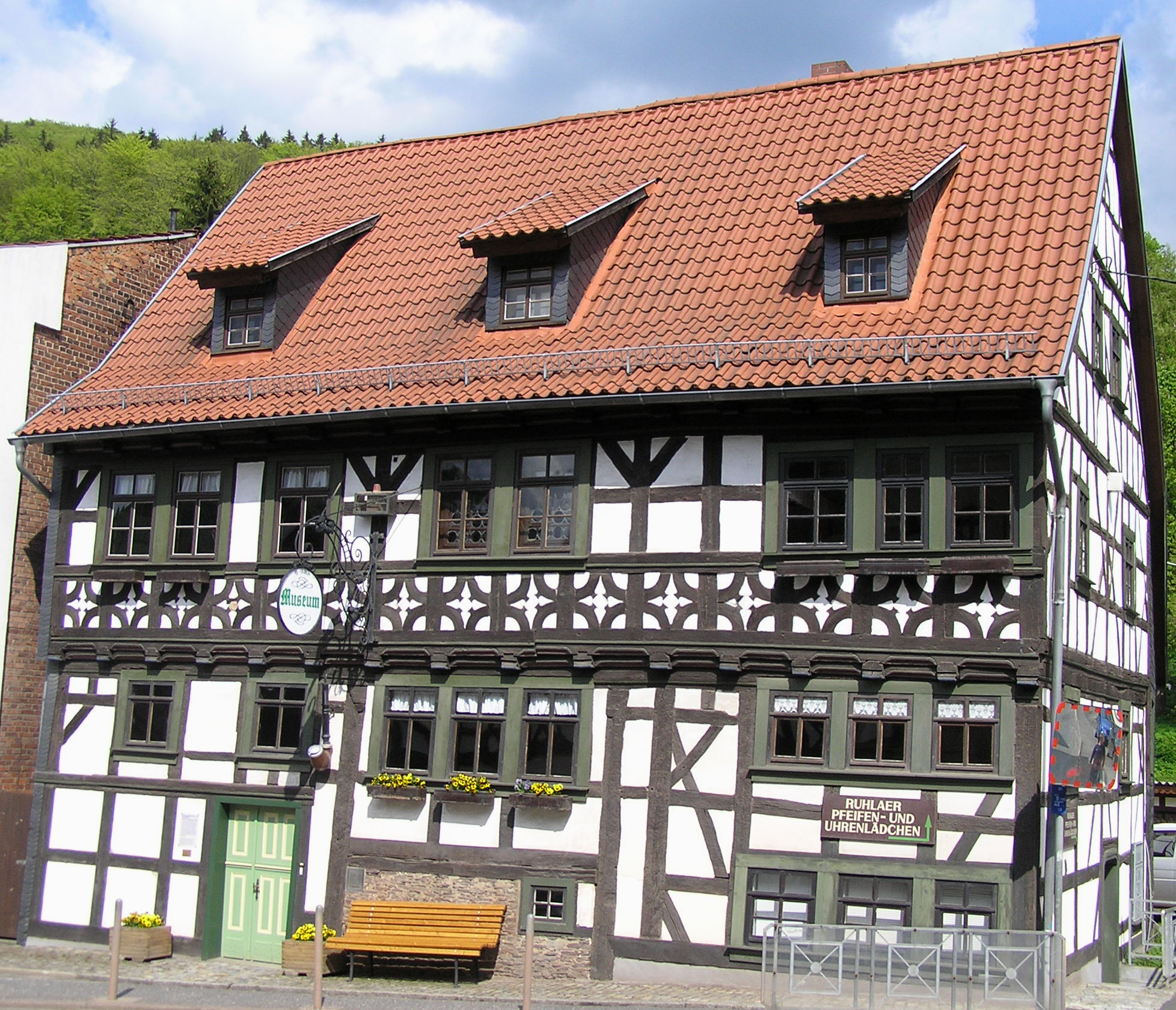
Музей
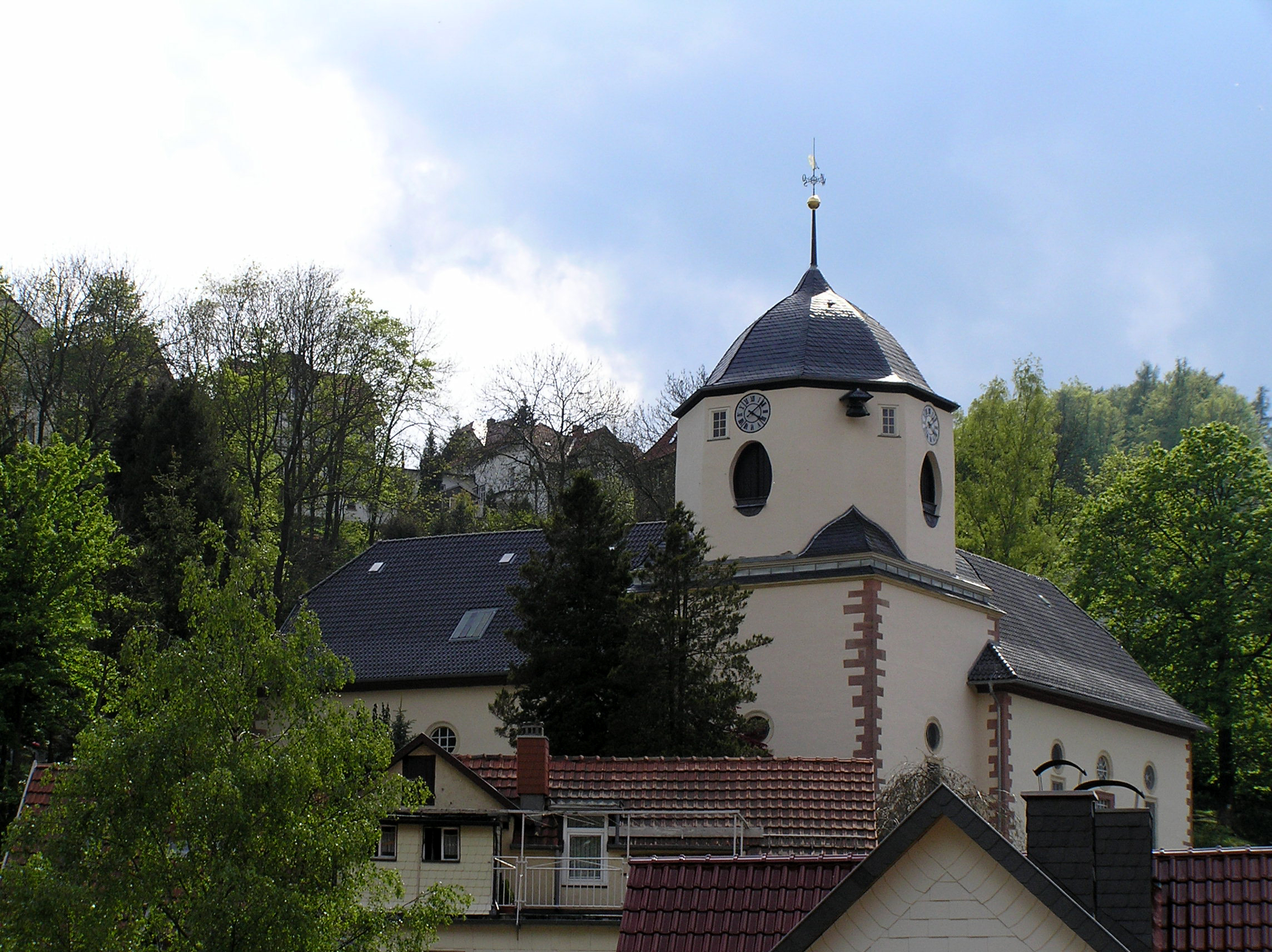
церковь